# 京本政樹
京本 政樹（きょうもと まさき、1959年〈昭和34年〉1月21日 - ）は、日本の俳優、タレント、歌手、ギタリスト。
Ryus-up（リューズ・アップ）所属。

## 来歴・人物
出生地は大阪府吹田市。小学生から中学2年生までは茨木市に転居し、中学2年生より高校卒業まで高槻市で過ごす。高槻市立柳川中学校を経て大阪府立高槻南高等学校卒業、多摩美術大学中退。
時代劇から現代劇まで幅広いジャンルのドラマで活躍。善の主役から悪の脇役までこなす俳優。シンガーソングライター、着物デザイナーとしても活動。また、端整な顔立ちとは裏腹にコミカルなキャラクターでバラエティ番組にも多数出演している。

### 俳優・タレント
中学2年生の時の社会科見学の写真を知り合いが送ったことがきっかけでジャニー喜多川から直接の電話があり、ジャニーズ事務所にスカウトされる。フォーリーブスらのコンサートに招待されて母親と共に上京したり、春休みや夏休みの度にジャニーズの合宿所にも足を運んでいた。1975年にJOHNNYS' ジュニア・スペシャルがデビューした際にも強く入所を勧められたが、すでに高校に入り、友人とのバンド活動に夢中になっていたため、最終的には断っている。その後ヤマハポピュラーソングコンテストにバンドで出場するなど、ミュージシャン志望で芸能界にスカウトされたが、その直後に俳優として再びスカウトされ、1979年にNHK『男たちの旅路』第4部「車輪の一歩」でテレビデビュー。
1981年、往年のスター・大川橋蔵の『銭形平次』に魚屋役でレギュラー出演したのをきっかけに時代劇俳優としての活躍を目指そうと決意した。その際、橋蔵に時代劇のメイク・所作などを手取り足取り教わっていたことで、共演者から「大川先生が直接人に教えることなんて今までなかったことだ」と言われるほどだった。橋蔵に師事したことで、時代劇への思いが強まる。2001年には自伝『META-JiDAIGEKI』を、2004年には1億円かけて撮られたという写真集『必殺 The bi-kenshi』を出版。橋蔵から指南された化粧、所作、立ち回りを後世に継承するべく、自らが出演した作品や広告などあらゆる場面において、何らかの形で時代劇の要素を取り入れようと努力しており、勢いの衰えた娯楽時代劇の復興に情熱をかけ続けている。父親は橋蔵の大ファンで、若いころに東京まで出向き、鬘と刀を購入した帰路の飛行機で橋蔵と同じ飛行機に居合わせたことを自慢していた。
1983年、深作欣二監督の角川映画『里見八犬伝』に犬塚信乃役で出演。アイドル雑誌などを経て、大ファンであった「必殺シリーズ」への出演を約束され、テレビ朝日系『京都マル秘指令 ザ新選組』に出演。1985年のテレビ朝日系娯楽時代劇『必殺仕事人V』の組紐屋の竜役で大ブレイクし、以降、時代劇俳優としての名が世間に浸透した。実は『京都マル秘指令 ザ新選組』での役が、カンフーなどアクション色の強い役であったため、本人は「飾り職人の秀」（三田村邦彦）のような役をやるのだと思い、簪の回し方まで一生懸命練習していたため、三味線屋の勇次（中条きよし）のような役と知らされ驚いたという（今でもバラエティ番組でよく秀の殺しの仕草をするのはその時の名残）。またバラエティ番組の出演も多く劇場作品『必殺! ブラウン館の怪物たち』で負傷した直後も松葉杖姿で出演したこともある。また、同シリーズの主題歌・劇中音楽も手がけた（#音楽で後述）。
1985年に『必殺仕事人V』で演じたニヒルな殺し屋役で人気を博し、イメージが定着するが、テレビとは異なり、自宅では関西弁を話す。1999年から2年間主役を演じた関西ローカルの刑事ドラマ『新・部長刑事アーバンポリス24』では、妻を亡くし娘と2人で暮らす人情厚く熱血漢、高所恐怖症、大阪人の刑事という役柄で軽快な関西弁を話し、それまでのイメージとは大きく違う役を演じた。その他、2007年の連続テレビ小説『ちりとてちん』における、主人公の叔父で定職につかず儲け話に飛びついては失敗するちゃらんぽらんな役なども演じている。

### 音楽
1984年、アルバム『ラブレーの15分』をリリースしたことでシンガーソングライターとしての才能を認められ、『京都マル秘指令 ザ新選組』の主題歌「I can't say...」でシングルデビュー。
番組のプロデューサーから「曲を書いてみないか」と声をかけられ、1986年『必殺仕事人V・激闘編』では音楽を担当し、主題歌「女は海」の作詞・作曲・編曲を手掛け、鮎川いずみに提供。エンディングのテロップには、キャスト名に加え、作詞・作曲・編曲の担当者として、合計4回「京本政樹」という名前のテロップが登場している。「女は海」のメロディをアレンジしたテーマ曲「闘う仕事人」をはじめ、アレンジャーの大谷和夫とともに劇中音楽やブリッジなど数十曲を手がける。放送時の音楽クレジットは平尾昌晃の名前のみであったが、『必殺仕事人V・激闘編サウンドトラック』発売により、初めて「京本政樹・大谷和夫」の名前がクレジットされている。
レコードデビュー以来、精力的にライブ活動を行い続け、日比谷野外音楽堂や中野サンプラザのステージにも立つ。当初は事務所の方針でテレビの歌番組で歌う機会がほぼ無かったが、1988年には「風のセーラ」で『夜のヒットスタジオ』に歌手としても出演した（1988年1月6日放送）。しかし、やがて俳優・歌手の両立、本来のロック歌手としての活動と時代劇音楽とのギャップに悩み、1988年のアルバムを最後に本格的な音楽活動を休止する。
1997年のシングル「まるで悲しみが雨のように口づける」では、冴木 涼介（さえき りょうすけ）というペンネームで楽曲を発表。
芸能生活25周年となる2004年、熱心なファンの声もあり、本格的に音楽活動を再始動。アルバム『苦悩〜Peine〜』を発売し、各地で自らインストアライブを行い、Zepp Tokyoで昼夜2回ライブを開催した。
2005年10月から2006年3月にテレビ東京で放送された特撮ドラマ『牙狼〈GARO〉』に龍崎駈音役で特別友情出演し、エンディングテーマ「牙狼(GARO)〜僕が愛を伝えてゆく〜」「僕はまだ恋をしてはいけない」の2曲を作詞作曲から手がけ、自ら歌った。本格的音楽活動での主題歌担当は21年ぶりとしてメディアに取り上げられた。
『牙狼〈GARO〉』の出演者5人（小西大樹、藤田玲、肘井美佳、渡辺裕之、京本政樹）により結成された音楽ユニット「GARO Project」をプロデュース、2006年7月26日に京本作の2曲のカバーでマキシシングルデビュー。
2014年、歌手活動の集大成となるCDボックス、『MASAKI KYOMOTO MUSIC WORKS 1984-2014[シンガーソングライター30th Anniversary Special Edition]』が発売された。

### プロデュース
多方面でプロデュースを行う。映像・音楽作品だけでなく、着物ブランド「雪華」を立ち上げ、自らデザインした作品を発表している。
特撮にも造詣が深く、1990年代には自ら原型担当となってウルトラマンや仮面ライダーのソフトビニール人形をプロデュースしていたことがある（「京本コレクション」の項を参照）。元々特撮番組に強い思い出があったわけではなく、時代劇で共演することが多かった黒部進（ウルトラマン・ハヤタ 役）や森次晃嗣（ウルトラセブン・モロボシダン 役）に当時の話を聞き、そのうちにドラマの撮影技術的な面に興味を持った。藤岡弘、や村上弘明など仮面ライダーシリーズの出演俳優と共演した際に、当時の話を聞く機会も多かったことも影響しており、ライブの途中で特撮やテレビ番組の話を語るようになった。そもそもその経緯は、『必殺』に出演直後にトーク番組出演の依頼が増え始め、時代劇でのクールなイメージと自身の陽気なキャラクターのギャップに悩んだこともあってそれらの話をしているうちに、円谷プロダクションから「バンダイから商品を出してみないか」と声をかけられたのが始まりである。幼少のころより製作が好きで『超人バロム1』のマスクを紙粘土で制作し弟に着けさせた写真も残っている。また、『仮面ライダーBLACK』でゲスト出演した時に「仮面ライダーのスーツ」を見せてもらい、その後の造形制作の参考にしたという。よく「ヒーローグッズコレクター」として紹介されることがあるが、実際は撮影技術や造形などの製作方面に興味があり、特定作品のファンやグッズ収集家ではなく「考証家」である（ホビー誌での連載タイトルは「HERO考証学」であった）。『髑髏戦士 ザ・スカルソルジャー 復讐の美学』では主演とともに監督を務めている。
四日市市からの依頼で、時代劇風のプロモーションビデオ『必見四日市』『続・必見四日市』の2作の主演・監督・音楽を担当した。

### 時代劇鬘
京本が『必殺仕事人V』で着けている、前髪が垂れ下がった独特な町人髷鬘は、結髪・八木かつらの八木光彦とともに考え出したもので、2人の名前を1字ずつとって「政光結い」と名付けられたが、その後、大衆演劇の世界で「京本かつら」として広まった。元々は、深作欣二監督が映画『里見八犬伝』の衣装合わせ時に希望したリーゼントカツラの名残で出来上がった、映画本編使用の鬘に由来する。

### その他
車・バイク好き。外車の他に、ホンダのNSXやMDXなど国産車も所有。他にレクサス・SCやジャガーEタイプ（シリーズ1 JAGUR XKE）クーペタイプとオープンタイプの2台、トヨタ・2000GT、マツダ・コスモ（コスモスポーツ）など複数台所有し、クラシックカーもコレクションしている。
柔道と剣道の有段者（ともに初段）であるが、開始動機は共にテレビ番組で『柔道一直線』と『おれは男だ!』と言われている。少年時代に『柔道一直線』の一条直也に憧れて、特訓を真似をして布団を被ってお寺の階段から転げ落ちて怪我をした逸話がある。
食事は1日1食で、夕食のみ（時間は不定時）。ただし、一度に食べる量は多めで、品目も特に制限していないが、その影響か体型は1990年代以降変化していない。また、野菜よりも肉を好み、ステーキは脂身が特に好きで行きつけの店では牛脂も一緒に出してもらう。
必殺シリーズで人気を得ていたころに出演していた舞台で、カーテンコールの際に共演者のファンを名乗る女が花束を持ってステージに上がって来るが、花束の中にナイフを隠し持っていることに気づき、とっさにナイフを払い落として女を取り押さえたことがある。
グリコ・森永事件で使用された和文タイプライターと同じ型のものを使っていたので、一時、捜査線上に浮かんでいたり、『太陽にほえろ!』にレギュラー出演する予定であったが、同番組でボスを演じていた石原裕次郎の病状関係で番組続投ができなくなり、結局実現しなかったというエピソードがある。

## 人物関係

### 家族（親族）
- 妻はアイドルグループきゃんきゃんのメンバーで元タレントの山本博美[6]。京本の主演舞台「新吾十番勝負」で共演。
- 長男はSixTONESの京本大我[7]。舞台『滝沢演舞城 2013』で初共演[40]。
- 俳優の小池徹平は姻戚関係にあり、2006年『HEY!HEY!HEY! MUSIC CHAMP』の共演で互いに発表[41]。

### 人間関係
大川橋蔵
京本が師と仰ぐ時代劇俳優。主演するテレビ時代劇『銭形平次』で、レギュラー出演していた京本に、時代劇の諸事を手取り足取り教えた。京本が時代劇俳優を志すきっかけとなった人物。
森田健作
テレビドラマ『おれは男だ』以来の大ファンで、芸能界に入り森田に声をかけてもらってから40年以上に渡って兄のように慕っている。
坂上忍
坂上の兄が一時期、京本のマネージャーを務めていたことがあった。
柳沢慎吾
テレビドラマ『HOTEL』（1999年）以来、お互いを「兄弟」と呼び合う関係。
雨宮慶太
『髑髏戦士 ザ・スカルソルジャー 復讐の美学』のデザイン担当であり、以降トーク番組でゲスト出演するなど交流がある。『仮面ライダーアギトスペシャル』以来、特撮番組への出演を断っていたところ、雨宮の強い希望により『牙狼〈GARO〉』に出演し、作品の一部で楽曲を担当した。京本のサムライギターのデザイン、自伝『苦悩』、アルバム『苦悩〜Peine〜』の題字などを手掛けている。

## 出演

### テレビドラマ
- 大河ドラマ（NHK総合）
  - 草燃える（1979年） - 駒若丸
  - 八代将軍吉宗（1995年） - 天一坊
  - 毛利元就（1997年） - 吉川興経
  - 武蔵 MUSASHI（2003年） - 明石全登
  - 平清盛（2012年） - 藤原秀衡
- 男たちの旅路 第4部 第3話「車輪の一歩」（1979年11月24日、NHK総合）
- 江戸の牙（1979年、テレビ朝日） - 中山純之進
- 若き日の北条早雲（1980年、テレビ朝日） - 風魔の弥市
- 銭形平次（1980年 - 1982年、フジテレビ） - 魚屋善太
- 斬り捨て御免! 第2シリーズ 第1回 初回SP（1980年、テレビ東京） - 新藤小弥太
- 愛LOVEナッキー（1980年、TBS）
- 必殺シリーズ（朝日放送） - 組紐屋の竜
  - 必殺仕事人V（1985年）
  - 必殺仕事人V・激闘編（1986年）
- なんて素敵にジャパネスク（1986年、日本テレビ）
- 月曜ドラマランド / おニャン子捕物帳 謎の村雨城（1986年、フジテレビ）
- 痛快!婦警候補生やるっきゃないモン!（1987年、テレビ朝日系列） - 息吹教官
- ねらわれた学園（1987年、フジテレビ） - 京極少年
- 京都マル秘指令 ザ新選組（1984年、朝日放送） - 沖田信介
- 仮面ライダーシリーズ
  - 仮面ライダーBLACK 第16話「友よ！海を越えて」・第30話「暗殺者にアロハ！」（1988年、毎日放送） - 滝竜介 ※友情出演
  - 仮面ライダーアギトスペシャル 新たなる変身（2001年、テレビ朝日） - 国枝東 ※特別友情出演
- 火曜サスペンス劇場（日本テレビ）
  - 「松本清張スペシャル・渡された場面」（1987年7月7日・14日） - 下坂一夫
  - 「特急さざなみ7号で出会った女（1988年05月03日） - 田中豊
  - 1988年6月の花嫁シリーズ1 花婿は殺人者（1988年）
  - 「刑事・鬼貫八郎6」（1996年） - 柏木常雄
  - 「小京都ミステリー29 郡上おどり殺人事件」（2001年） - 三宅雅之
  - 「箱根湯河原温泉交番・義経の涙」（2003年） - 丹下均
  - 「北ホテル3」（2005年） - 野村洋介
- 恋はハイホー!（1987年 - 1988年、日本テレビ）
- CAT'S EYE キャッツ・アイ ミッドナイトは恋のアバンチュール（1988年7月23日） - 永石定嗣
- 結婚物語（1988年、日本テレビ） - 高杉芳信
- 疑惑の家族（1988年、TBS）
- ときめきざかり（1988年、フジテレビ）
- 新婚物語（1988年、日本テレビ） - 高杉芳信
- 車椅子の花嫁（1988年、日本テレビ） - 鈴木伸行
- 次郎長三国志東海道の暴れん坊（1988年、テレビ朝日） - 関東網五郎
- カッ飛び!ヤンヤン姫 第5話「ヤン姫があぶない!風魔忍者恐怖の襲撃」（1988年、テレビ東京） - 浪人・京本左近
- ウルトラマンをつくった男たち 星の林に月の舟（1989年3月21日放送、TBS） - ウルトラマンのスーツアクター・大島（古谷敏）
- 隠密・奥の細道 第24回 最終回SP（1989年、テレビ東京） - 風魔の小平次
- 火曜スーパーワイド 三毛猫ホームズの結婚披露宴（1989年、テレビ朝日） - 白井
- 女ねずみ小僧スペシャル 1・2作目（1990年、フジテレビ） - 田坂新吾
- 柳生武芸帳・柳生十兵衛五十人斬り（1990年、日本テレビ） - 名古屋庄三（真田大介）
- 大江戸捜査網 シリーズ（1990年 - 1991年、テレビ東京） - 秋草新十郎
- トップスチュワーデス物語（1990年、TBS）
- 世にも奇妙な物語「坂道の女」（1990年、フジテレビ系）
- 大型時代劇スペシャル 新選組・池田屋の血闘（1992年、TBS） - 長倉新八
- 痛快時代劇スペシャル 勢揃い清水一家・次郎長を売り出す（1992年、日本テレビ） - 追分三五郎
- 高校教師（1993年、TBS） - 藤村知樹
  - 高校教師（2003年、TBS）
- 家なき子 シリーズ（1994年 - 、日本テレビ） - 黒崎和彦
  - フードファイトスペシャル 〜香港死闘編〜（2000年、日本テレビ） - 黒崎和彦
- 先生はワガママ（1994年、朝日放送） - 藤堂栄作
- 東京大学物語（1994年、テレビ朝日） - 矢野哲郎
- いつの日かその胸に（1994年、TBS） - 河田昌一
- 大忠臣蔵（1994年、TBS） - 前原伊助
- 織田信長（1994年、テレビ東京） - 足利義昭
- 殿さま風来坊隠れ旅（1994年、テレビ朝日） - 村垣市蔵
- 宝引の辰捕者帳 第2回（1995年、NHK総合 金曜時代劇） - 陰間・無何有
- ナショナル劇場（TBS）
  - 水戸黄門外伝 かげろう忍法帖（1995年5月22日 - 9月4日、C.A.L） - 名張の翔
  - 水戸黄門第24部 第3話、第7話、第34話（1995年 - 1996年、C.A.L） - 名張の翔
- 土曜ワイド劇場（テレビ朝日）
  - 「仮面法廷」（1988年10月10日） - 上村卓
  - 「牟田刑事官事件ファイル20・狙われた婚約者」（1995年） - 後藤警視
  - 「法医 歯科学の女」（1997年） - 西島慎司
  - 「花吹雪美人スリ三姉妹」（1998年） - 片桐哲也
  - 「江戸川乱歩の十字路」（1998年9月19日） - 相馬良介、南重吉（2役）
  - 「探偵事務所5・哀しき逃亡者・部下の調査員が恋人を殺して逃走? 犯行を目撃した少女を誘拐し、別府へ…」（1999年） - 高田龍一
  - 「京都の芸者弁護士事件簿3・三方五湖・悪魔の逆転殺人! なめたらあきまへんで!」（1999年） - 津村優介
  - 「警視庁女性捜査班」シリーズ（2000年 - 2003年） - 菱沼孝信
  - 「おとり捜査官・北見志穂4」（2001年） - 瀬木耕助
  - 「カリスマ美容師殺人事件」（2001年） - エンディ小谷
  - 「殺人スタント2」（2006年） - 本人役(友情出演)
  - 「温泉(秘)大作戦5」（2008年） - 真田信吾
- 花嫁は16才!（1995年、テレビ朝日） - 柴山俊樹
- 幕末剣客伝・陽はまた昇る（1996年、フジテレビ） - 加山舟平
- 静かなるドンFOREVER（1996年、日本テレビ）
- ナニワ金融道2（1996年10月8日、フジテレビ） - 羽目太郎 役
- 平成ウルトラシリーズ三部作（毎日放送） - ハヤテ・シン ※特別友情出演
  - ウルトラマンティガ（1997年）
  - ウルトラマンダイナ（1998年）
- いいひと。（1997年、フジテレビ） - 稲葉健一
- 名探偵キャサリン3（1997年、TBS） - 伊吹信彦
- 家康が最も恐れた男 真田幸村（1998年、テレビ東京） - 由利鎌之助
- HOTEL 第5シリーズ（1998年、TBS） - ビル・スギタ
- 赤穂浪士（1999年、テレビ東京） - 上杉綱憲
- 新・部長刑事 アーバンポリス24（1999年 - 2001年、朝日放送） - 相原京介
- バカヤロー!1999 ニッポン人の怒り爆発 ストレス解消3連発 「小銭がなくて何が悪い!」（1999年9月26日、日本テレビ）
- 太陽は沈まない（2000年、フジテレビ） - 南悦司
- ドラマDモード『深く潜れ〜八犬伝2001〜』第7回（2000年、NHK総合） - 小泉
- Gメン'75スペシャル（2000年・2001年、TBS） - 結城肇警部補
- 下北サンデーズ 第8回・第9回（2006年、テレビ朝日） - 大鳥ゲン
- 平成夫婦茶碗スペシャル（日本テレビ）ゲスト
- はるちゃん5（2001年、フジテレビ） - 稲葉勝人
- こちら第三社会部（2001年、TBS） - 岩崎庸介
- ぼくの魔法使い（2003年、日本テレビ） - 京本政樹
- 名探偵キャサリン13（2003年、TBS） - 野村昭夫
- 御宿かわせみ（NHK総合 金曜時代劇） - 忠三郎
  - 御宿かわせみ 第二章 第12回（2004年）
  - 御宿かわせみ 第三章 第6回（2005年）
- ちょっと待って、神様（2004年、NHK総合） - 神の使い
- 松本清張ドラマスペシャル 黒の回廊（2004年、日本テレビ） - 鈴木道夫
- 愛と友情のブギウギ（2005年、NHK総合） - 桜井武男
- 牙狼〈GARO〉（2005年10月 - 2006年3月） - 龍崎駈音 ※特別・友情出演
- TBSテレビ放送50周年記念特別企画・里見八犬伝（2006年、TBS） - 足利成氏
- 太閤記〜天下を獲った男・秀吉（2006年、テレビ朝日） - 足利義昭
- 牙狼〈GARO〉スペシャル 白夜の魔獣（2006年） - バラゴ ※特別・友情出演
- 火曜ドラマゴールド 美貌のメス 脳神経外科医・津山慶子（2007年、日本テレビ） - 本間達夫
- 連続テレビ小説『ちりとてちん』（2007年、NHK総合） - 和田小次郎
- 月曜ゴールデン 夜の終る時（2007年、TBS） - 瀬尾
- ハチワンダイバー 第5話-7話（2008年5月、フジテレビ） - 斬野シト
- あんみつ姫（フジテレビ） - 金つばのリュウ
  - あんみつ姫（2008年）
  - あんみつ姫2（2009年）
- サラリーマン金太郎（2008年12月、テレビ朝日） - 清本正敏
- イケ麺そば屋探偵〜いいんだぜ!〜 第10-11話（2009年6月、日本テレビ） - 源義経
- アンタッチャブル〜事件記者・鳴海遼子〜 第2話（2009年10月、朝日放送・テレビ朝日） - 芥川春彦
- ニュース速報は流れた（2009年、フジテレビNEXT） - 白井哲也 役（声のみ）
- 新春ワイド時代劇 柳生武芸帳（2010年、テレビ東京） - 中ノ院大納言通村
- 松本清張没後20年特別企画・市長死す（2012年4月3日、フジテレビ） - 望月（友情出演）
- フレネミー 〜どぶねずみの街〜（2013年7月 - 9月、日本テレビ） - 風間貞男（特別出演）
- 天誅〜闇の仕置人〜（2014年1月 - 3月、フジテレビ） - 松田竜次[45]
- いつかこの雨がやむ日まで 第5話 - 第7話（2018年9月1日 - 23日、フジテレビ）[46]- 矢吹洋一

### 映画
- 雪華葬刺し（1982年、角川映画） - 春経
- 里見八犬伝（1983年、角川映画） - 犬塚信乃
- 必殺! ブラウン館の怪物たち（1985年、松竹） - 組紐屋の竜
- 必殺! III 裏か表か（1986年、松竹） - 組紐屋の竜
- オイディプスの刃（1986年、角川映画） - 大迫剛生
- 塀の中のプレイボール（1987年、松竹） - 川崎健太
- スケバン刑事 風間三姉妹の逆襲（1988年、東映） - 関根蔵人
- 将軍家光の乱心 激突（1989年、東映） - 徳川家光
- 家なき子（1994年、東宝） - 黒崎和彦
- 修羅之介斬魔劍 妖魔伝説（1996年、キングレコード） - 主演・榊修羅之介
- 大安に仏滅!?（1998年、東映） - 上村建築士
- 行動隊長伝・血盟（2003年、KSS） - 石津勝利
- キューティーハニー（2004年、ワーナー・ブラザース映画） - 宇津木リョウ ※特別出演
- CHAGE and ASKA「THE LIVE」オープニングムービー（2002年 - 2003年） - 劇団「モーニングムーン」主宰者
- I am 日本人（2006年、ギャガ・コミュニケーションズ） - 坂上教授
- ゴッドタン　キス我慢選手権　THE MOVIE（2013年、東宝） - 葵博士
- 忍ジャニ参上! 未来への戦い（2014年6月7日、松竹）[47]
- 内村さまぁ〜ずTHE MOVIEエンジェル（2015年9月11日、東宝）
- 翔んで埼玉（2019年2月22日、東映）- 埼玉デューク 役[48]
- 牙狼〈GARO〉-月虹ノ旅人-（2019年10月4日、東北新社） - バラゴ 役 ※特別友情出演

### オリジナルビデオ
- 髑髏戦士 ザ・スカルソルジャー 復讐の美学（1992年） - 監督、主演・鳴海達也 役
- 殺し屋PAZUZU（2000年） - タノクラ(ヤクザ組員) 友情出演
- TERRORS 一戸奈未 或る死神の肖像画 Painting（2001年）- 佐賀聖慈 役
- 呀〈KIBA〉 〜暗黒騎士鎧伝〜（2011年） - 主演・龍崎駈音 役

### ネットドラマ
- キキコミ 第5話（2007年、ニフティ） - キョウモトサン

### 舞台
- 新吾十番勝負（1988年） - 葵新吾（主演）
- 珍説忠臣蔵（1995年）
- 音楽劇・イシマツ（2002年） - 右松（主演）
- 滝沢演舞城2013（2013年） - 武蔵坊弁慶[40]
- 滝沢歌舞伎2014（2014年） - 武蔵坊弁慶
- 舞台「赤と黒 サムライ・魂」（2019年） - 奏の市蔵[49][50]
- 深海大サーカス「不思議の国の1YB3H」〜1YB3H's Adventure in Wonderland〜（2019年）-深海磨鎖鬼-Chain Clown in the deep sea-
- 舞台「ROAD59 -新時代任侠特区-」（2020年） - 結津万清信[51]
- 舞台「ROAD59 -新時代任侠特区- 摩天楼ヨザクラ抗争」（2021年） - 結津万清信
- ハインリッヒ・シーボルト没後115年記念公演「シーボルト父子伝〜蒼い目のサムライ〜受け継ぐ者達」（2024年） - 大シーボルト 役[52]

### ラジオドラマ
- FMシアター　夜の階段（2008年4月12日、NHK-FM） - 父・博光 役[53]
- FMシアター　淡路島へ（2010年6月26日、NHK-FM） - 徹 役[54]
- なりきり！サムライ列伝（2010年11月23日、NHKラジオ第1） - 土方歳三 役[55]
- 特集オーディオドラマ　田辺聖子の“私本・源氏物語”（2011年8月21日、NHKラジオ第1） - 光源氏、惟光、伴男 三役[56]
- ラジオシアター〜文学の扉　少女地獄（2013年1月20日・27日、TBSラジオ） - 臼井医師 役[57]
- 「四日市メガリージョン!Go!!」内『妖×学園アスタウンド!!!!! 』(2023年2〜3月、東海ラジオ) - 学園長　役

### テレビアニメ
- 「艦これ」いつかあの海で（2022年 - 2023年） - 艤装整備長

### 劇場アニメ
- クレヨンしんちゃん 嵐を呼ぶ 歌うケツだけ爆弾!（2007年） - 時雨院時常

### 吹き替え
- ウルトラマンG（1990年 - 1991年） - ジャック・シンドー隊員〈ドーレ・クラウス〉

### ゲーム
- 必殺裏稼業（2005年） - 独楽回しの涼太（特別出演）
- クレヨンしんちゃん 嵐を呼ぶ シネマランド カチンコガチンコ大活劇!（2008年） - 時雨院時常

### ドラマCD
- ガラスの仮面 名台詞カルタ付録CD（2012年） - 速水真澄、聖唐人

### バラエティ
レギュラー
- クイズなんでも一番館（朝日放送）
- 上海紅鯨団が行く（フジテレビ）
- 熱闘!スポーツクイズ（テレビ東京）
- クイズおもしろTV（テレビ朝日）
- クイズ!世にも不思議な逆回転（フジテレビ）
- もしもで考える…なるほど！なっとく塾（BSフジ）
- 京さま慎ちゃんの都バスで飛ばすぜぃ！（2009年 - 2012年、日本テレビ）
  - 京さま慎ちゃんの令和も飛ばすぜぃ！（2022年5月11日・18日・12月11日・21日、BS日テレ）

準レギュラーおよび不定期出演
- 快進撃TVうたえモン（フジテレビ）
- EXテレビ（日本テレビ） - ウルトラマン特集の回に出演。持参したウルトラマンのマスクを見た舛添要一が「自分に似ている」と語った。
- DAISUKI!（日本テレビ） - 1995年12月ごろの宝くじとパチンコの回に出演。この時の中山秀征との縁が『静かなるドン』への出演につながった。
- 世界お宝ハンティング 勝負は目利き（TBS） - 1995年12月頃に出演、ロケでチュニジアを訪問した。
- 火曜サプライズ（日本テレビ） - 「京さま・慎ちゃんの47都道府県で飛ばすぜ！」にて不定期VTR出演。

### イベント
- ウルトラマンフェスティバル90（1990年、サンシャインシティ） - 自身のコレクションを展示するコーナーが設けられた[59]。
- ノスタルジック2days（2009年2月28日 - 3月1日、パシフィコ横浜） - 自動車雑誌『ノスタルジックヒーロー』主催のクラシックカーイベントで、自身が所有するクラシックカーのうち4台（MAZDA Cosmo Sport、TOYOTA 2000GT 1968 MF10、Jaguar E-Type Sr1 Fix Head Coupe、Jaguar E-Type Sr1 Roadster）が展示され、トークショーにも出演した[60]。

### ナレーション
- 旅チャンネル ビールの聖地街道
- マサカメTV（2013年）

### 司会
- 映像の錬金術師 円谷英二物語（1997年2月10日、パーフェクTV） - 円谷英二に関わった人物たちの座談会の司会を担当

### ラジオパーソナリティ
- 京本政樹の「朝の窓辺に」（1985年）
- 京本政樹の「おもしろウォーカー」（2007年）
- 京本政樹のラジとばっ!（2011年4月 - 2016年3月、2025年2月8日、ニッポン放送）[61]
- 京本政樹のオールナイトニッポンGOLD（2013年1月11日,2015年4月17日、ニッポン放送）

### CM
- 小野萬 一本造り
- キリンビバレッジ 鳳凰
- GENKI 必殺裏稼業
- 日本たばこ サムタイム・ライト（ナレーション）

### 広告
- 宝仙堂 凄十 「漲るキャンペーン」ナビゲーター（2013年12月 - 2014年3月）[62]
- エム・システム技研 LED"EZSWITCH"（2017年）[22]

## ディスコグラフィ

### シングル
| 発売日                          | 面                                          | タイトル                                                   | 規格                     | 規格品番                 |
| ビクターインビテーション        | ビクターインビテーション                    | ビクターインビテーション                                   | ビクターインビテーション | ビクターインビテーション |
| ------------------------------- | ------------------------------------------- | ---------------------------------------------------------- | ------------------------ | ------------------------ |
| 1984年3月5日                    | A                                           | I Can't Say…                                               | EP                       | VIHX-1626                |
| 1984年3月5日                    | B                                           | ジンにまぎれて                                             | EP                       | VIHX-1626                |
| 1984年12月24日                  | A                                           | 哀しみ色の…                                                | EP                       | VIHX-1648                |
| 1984年12月24日                  | B                                           | 闇の道                                                     | EP                       | VIHX-1648                |
| ポリドール                      |                                             |                                                            |                          |                          |
| 1987年11月1日                   | A                                           | 風のセーラ                                                 | EP                       | 7DX 1530                 |
| 1987年11月1日                   | B                                           | フライトナンバー62                                         | EP                       | 7DX 1530                 |
| 1988年11月1日                   | A                                           | 夢人形                                                     | EP                       | 7DX 1556                 |
| 1988年11月1日                   | B                                           | で?                                                        | EP                       | 7DX 1556                 |
| 1988年9月25日                   | A                                           | BLUE EYE'S MEMORY                                          | EP                       | 7DX 1576                 |
| 1988年9月25日                   | B                                           | 今夜の君は悪くない                                         | EP                       | 7DX 1576                 |
| ケイエスエス                    |                                             |                                                            |                          |                          |
| 1997年4月25日                   | 1                                           | まるで悲しみが雨のように口づける…                          | 8cmCD                    | KSDL 29052               |
| 1997年4月25日                   | 2                                           | かげろうの街II                                             | 8cmCD                    | KSDL 29052               |
| ドリームワークスソフト          |                                             |                                                            |                          |                          |
| 2001年1月21日                   | 1                                           | いとしくて…                                                | CD                       |                          |
| 2001年1月21日                   | 2                                           | 冬色の街                                                   | CD                       |                          |
| 2001年1月21日                   | 3                                           | いとしくて…（オリジナル・カラオケ）                        | CD                       |                          |
| 2001年1月21日                   | 4                                           | 冬色の街（オリジナル・カラオケ）                           | CD                       |                          |
| 2001年1月21日                   | いとしくて…（オリジナル・サウンドトラック） |                                                            | CD                       |                          |
| 2001年1月21日                   | 5                                           | アーバンポリス24相原京介のテーマ（追跡）                   | CD                       |                          |
| 2001年1月21日                   | 6                                           | 華麗なるテーマ                                             | CD                       |                          |
| 2001年1月21日                   | 7                                           | 哀しみ、孤独のテーマ～ピアノ                               | CD                       |                          |
| 2001年1月21日                   | 8                                           | 過ちのテーマ～口笛                                         | CD                       |                          |
| トライスクル エンタテインメント |                                             |                                                            |                          |                          |
| 2004年11月26日                  | 1                                           | 薄桜記（さくらうた）                                       | CD                       | TNCH5024                 |
| 2004年11月26日                  | 2                                           | 身勝手なKiss〜最初から泣いていた〜                         | CD                       | TNCH5024                 |
| 2004年11月26日                  | 3                                           | 薄桜記（さくらうた）（オリジナル・カラオケ）               | CD                       | TNCH5024                 |
| 2004年11月26日                  | 4                                           | 身勝手なKiss〜最初から泣いていた〜（オリジナル・カラオケ） | CD                       | TNCH5024                 |
| 2005年7月21日                   | 1                                           | I LOVE YOU                                                 | CD                       | TNCH5029                 |
| 2005年7月21日                   | 2                                           | I Wish〜この同じ夜のどこかで〜                             | CD                       | TNCH5029                 |
| 2005年7月21日                   | 3                                           | I LOVE YOU（オリジナル・カラオケ）                         | CD                       | TNCH5029                 |
| 2005年7月21日                   | 4                                           | I Wish〜この同じ夜のどこかで〜（オリジナル・カラオケ）     | CD                       | TNCH5029                 |
| 2006年2月8日                    | 1                                           | 僕はまだ恋をしてはいけない                                 | CD                       | TNCH5030                 |
| 2006年2月8日                    | 2                                           | 牙狼(GARO)〜僕が愛を伝えてゆく〜                           | CD                       | TNCH5030                 |
| 2006年2月8日                    | 3                                           | 僕はまだ恋をしてはいけない（オリジナル・カラオケ）         | CD                       | TNCH5030                 |
| 2006年2月8日                    | 4                                           | 牙狼(GARO)〜僕が愛を伝えてゆく〜（オリジナル・カラオケ）   | CD                       | TNCH5030                 |
| 2006年2月8日                    | 1                                           | 優しい言葉                                                 | CD                       | TNCH5031                 |
| 2006年2月8日                    | 2                                           | フライトナンバー62                                         | CD                       | TNCH5031                 |
| 2006年2月8日                    | 3                                           | 優しい言葉（オリジナル・カラオケ）                         | CD                       | TNCH5031                 |
| 2006年2月8日                    | 4                                           | フライトナンバー62（オリジナル・カラオケ）                 | CD                       | TNCH5031                 |
| ビクターエンタテイメント        |                                             |                                                            |                          |                          |
| 2013年12月25日                  |                                             | トーキョー・ブルー                                         | 配信                     | -                        |
| 2015年1月7日                    |                                             | はつ雪                                                     | 配信                     | -                        |
| 2015年4月1日                    | 1                                           | Doubt〜ダウト〜                                            | CD                       | VICL37041                |
| 2015年4月1日                    | 2                                           | はつ雪                                                     | CD                       | VICL37041                |
| 2015年4月1日                    | 3                                           | トーキョー・ブルー                                         | CD                       | VICL37041                |
| 2015年4月1日                    | 4                                           | Doubt〜ダウト〜（オリジナル・カラオケ）                    | CD                       | VICL37041                |
| 2015年4月1日                    | 5                                           | はつ雪（オリジナル・カラオケ）                             | CD                       | VICL37041                |
| 2015年4月1日                    | 6                                           | トーキョー・ブルー（オリジナル・カラオケ）                 | CD                       | VICL37041                |

### アルバム
1. ラブレーの15分（1984年2月21日、ビクターインビテーション）
2. Temptation（1984年10月21日、ビクターインビテーション）
3. 翡翠の気持ちがわかる夜（1985年6月21日、ビクターインビテーション）
4. Party（1985年11月21日、ビクターインビテーション）
5. 虚飾のカサノバ（1986年8月21日、ビクターインビテーション）
6. My present（1986年11月21日、ビクターインビテーション）ミニ・アルバム
7. ベスト・セレクション20（1987年6月21日、ビクターインビテーション）ベスト・アルバム
8. 太陽のかけら（1987年11月1日、ポリドール）ミニ・アルバム
9. 少年たちの夜（1987年11月1日、ポリドール）
10. 一億の恋（1988年5月1日、ポリドール）
11. 煌〜十二星座の女達〜（1988年12月21日、ポリドール）
12. LOVE IS ALL（1998年12月23日、ケイエスエス）
13. 苦悩〜peine〜（2004年5月26日、TBS R&Cレーベル）
14. 僕が愛を伝えてゆく（2005年11月23日、トライスクル エンタテインメント）
15. ゴールデン☆ベスト Tokyo Blue〜孤独な天使たち〜（2013年、ビクターエンタテインメント[67]）ベスト・アルバム
16. MASAKI KYOMOTO MUSIC WORKS[1984-2014]SINGER SONGWRITER 30TH ANNIVERSARY SPECIAL EDITION（2014年、ビクターエンタテインメント[68]）

### VHS
- AMBIVALENCE
- ファッショナブル・スキャンダル
- オムニバスSCENE#3

### プロデュース
- 女は海（鮎川いずみをプロデュース、1985年、CBS・ソニー、テレビ朝日時代劇『必殺仕事人V・激闘編』主題歌）
- ULTRAMAN LOVE FOR CHILDREN（1991年、日本コロムビア） - ウルトラマン誕生25周年を記念して作られた曲。プロデュースと作詞を担当。
- 牙狼（GARO）〜僕が愛を伝えてゆく〜（GARO Project、2006年、トライスクル エンタテインメント）
- 赤いバラ／オーロラの下で（GARO Project、2006年、トライスクル エンタテインメント）
- 女は海（瀬戸つよしをプロデュース［鮎川いずみのカバー］2008年、徳間ジャパン）
- 四日市市PR映像"必見四日市"（2018年6月） - 初監督作品[29]

### タイアップ
| 曲名                              | タイアップ                                                                              | 収録作品                                      |
| --------------------------------- | --------------------------------------------------------------------------------------- | --------------------------------------------- |
| I Can't Say…                      | テレビ朝日ドラマ『京都マル秘指令 ザ新選組』主題歌                                       | シングル「I Can't Say…」                      |
| 哀しみ色の…                       | テレビ朝日時代劇『必殺仕事人V』挿入歌                                                   | シングル「哀しみ色の…」                       |
| 風のセーラ                        | OVA『トウキョウ・バイス』主題歌                                                         | シングル「風のセーラ」                        |
| まるで悲しみが雨のように口づける… | 映画『修羅之介斬魔劍〜妖魔伝説〜』主題歌                                                | シングル「まるで悲しみが雨のように口づける…」 |
| 冬色の街                          | ドラマ『新・部長刑事 アーバンポリス24』主題歌                                           | シングル「いとしくて…」                       |
| 薄桜記（さくらうた）              | 音楽番組『HOT WAVE』オープニングテーマ                                                  | シングル「薄桜記（さくらうた）」              |
| I LOVE YOU                        | 音楽番組『HOT WAVE』オープニングテーマ                                                  | シングル「I LOVE YOU」                        |
| 牙狼(GARO)〜僕が愛を伝えてゆく〜  | テレビ東京系ドラマ『牙狼〈GARO〉』エンディングテーマ（第1話 - 第13話、第22話）          | シングル「僕はまだ恋をしてはいけない」        |
| 僕はまだ恋をしてはいけない        | テレビ東京系ドラマ『牙狼〈GARO〉』エンディングテーマ（第14話 - 第21話、第23話・第24話） | シングル「僕はまだ恋をしてはいけない」        |

## 執筆

### 著作
- 京本政樹『京本政樹のHERO考証学』バンダイ〈B-CLUB SPECIAL〉、1992年7月1日。ISBN 489189234X。（1992年、バンダイ） - 雑誌『B-CLUB』の連載をまとめたもの。黒部進ほか関係者との対談。および造形物などに関する考証。
- 対談集『HERO交友録』（1999年、双葉社） - 『京本政樹のHERO考証学』のインタビュー部分の改訂版。
- エッセイ『Meta-Jidaigeki Kyomoto Mix』（2001年、文芸社）
- エッセイ『苦悩』（2004年、講談社）

### 文庫解説
- 『修羅之介斬魔劍』第3巻（鳴海丈著、1996年、徳間文庫） - 文庫版発行のほぼ同時期に京本が主演する映画版が公開されていた。

### 連載
- 特撮季刊誌『宇宙船』に1990年頃、『ORIGINAL & REPRODUCTION PROP シリーズ・小道具再現』を連載した。ウルトラシリーズのヘルメットなどの小道具を忠実に再現するという内容で、製作も担当した。
- アニメ系月刊誌『月刊OUT』および『Magazine MEGU』に1993年から1997年まで、連載コラム『HERO大好き！』を執筆。主に仕事と趣味について書いた。

## 写真集
- 『必殺 The bi-kenshi』（ぴあ、2004年）

## その他の活動
- 京都観光おもてなし大使（2015年就任）[69]